# Камаль Джумблат
Камаль Джумблат (1917—1977) — видатний ліванський політик, засновник Прогресивно-соціалістичної партії Лівану (ПСП), один з найбільш авторитетних світських лідерів друзької громади Лівану. Лауреат Міжнародної Ленінської премії «За зміцнення миру між народами» (1972). Належав до впливового ліванського роду курдського походження Джумблатів (Джанполадів), відомому з XVI століття. Батько Валіда Джумблата, ліванського політичного діяча.